# بي. ر. بيتيت
بي. ر. بيتيت (بالإنجليزية: B. R. Pettit)‏ هو نحات أمريكي، ولد في 1947، وتوفي في 2006.